# František Merta
František Merta (* 1951) ist ein ehemaliger katholischer Pfarrer aus Tschechien, der im Jahre 2001 rechtskräftig wegen Missbrauchs von Minderjährigen (Ministranten) verurteilt wurde.
Diese Taten sind in den Gemeinden Napajedla, Spytihněv, Pačlavice und Holešov geschehen, es gab mindestens fünf Geschädigte. Er bestritt seine Schuld, das Gericht ging aber von identischen Aussagen der Zeugen aus verschiedenen Orten aus. Die zweijährige Freiheitsstrafe wurde zur Bewährung ausgesetzt. Der Erzbischof Jan Graubner hat ihm eine Arbeit im Archiv zugewiesen.
Die Strafanzeige wurde von dem Theologiestudenten Václav Novák im Mai 2000 eingereicht, und zwar gleichzeitig gegen den Erzbischof, den er beschuldigte, dass er von dem Kindermissbrauch wusste. Davor versuchte Novák die Sache mit dem Erzbischof zu lösen, war aber nicht erfolgreich.
Der Erzbischof verschob Merta immer von einem Ende seiner Diözese auf das andere, wenn die Proteste zu laut wurden. Später verteidigte er sich in der Presse, dass er diese Informationen nur aus zweiter Hand hatte und dass es deshalb nicht seine Sache war, die Strafanzeige einzureichen. Die Polizei hat das Strafverfahren gegen den Erzbischof als gegenstandslos eingestellt.
Václav Novák wurde danach aus der theologischen Fakultät ausgeschlossen, weil es ihm nicht gelungen war, rechtzeitig entsprechende Prüfungen abzulegen.
Die Angelegenheit hat die Aufmerksamkeit der meisten Massenmedien in Tschechien geweckt.
| Personendaten    | Personendaten        |
| ---------------- | -------------------- |
| NAME             | Merta, František     |
| KURZBESCHREIBUNG | katholischer Pfarrer |
| GEBURTSDATUM     | 1951                 |